# Нокс (окръг, Мейн)
Вижте пояснителната страница за други значения на Нокс.
Окръг Нокс (на английски: Knox County) е окръг в щата Мейн, Съединени американски щати. Площта му е 2958 km², а населението – 39 744 души (2016). Административен център е град Рокланд.